# Hypne cyprès
Hypnum cupressiforme
Espèce
L'Hypne cyprès ou Hypnum cupressiforme est une espèce de mousse cosmopolite très commune, à amplitude écologique très large, poussant sur toutes sortes de surfaces comme des troncs d'arbres, des murs ou des rochers. C'est une espèce très polymorphe, qui présente de nombreuses variétés différentes. 

## Phytonymie
Le nom Hypnum viendrait du grec hypnos, sommeil, le botaniste Dillenius donnant en 1741 les raisons de cette étymologie : jadis, elle servait au remplissage de matelas ou d'oreiller, et cette mousse aurait des propriétés soporifiques. L'épithète spécifique cupressiforme fait référence à son axe feuillé qui évoque un rameau de cyprès. En réalité, les grecs donnaient le nom d'hupnon à des mousses poussant sur les arbres, d'où le nom du genre.

## Description
Plante vivace rampante de 3 à 10 cm de long, elle porte des rameaux arrondis couchés ou dressé, souvent d'un vert assez sombre. La ramification est irrégulièrement pennée. Les feuilles couvrent totalement la tige, sont falciformes à longues pointes effilées, toutes tournées vers le substrat et à marge souvent denticulée vers l'apex,. Les coins de la base des feuilles présentent un groupe de cellules différenciées, appelées cellules allaires. Chez cette espèce les cellules allaires forment un creux dans la feuille.

Il existe plusieurs variétés, parfois considérées comme des espèces ou des sous-espèces, dont l'apparence diffère parfois beaucoup de la variété type. Les variétés reconnues par l'INPN pour la France sont les suivantes :

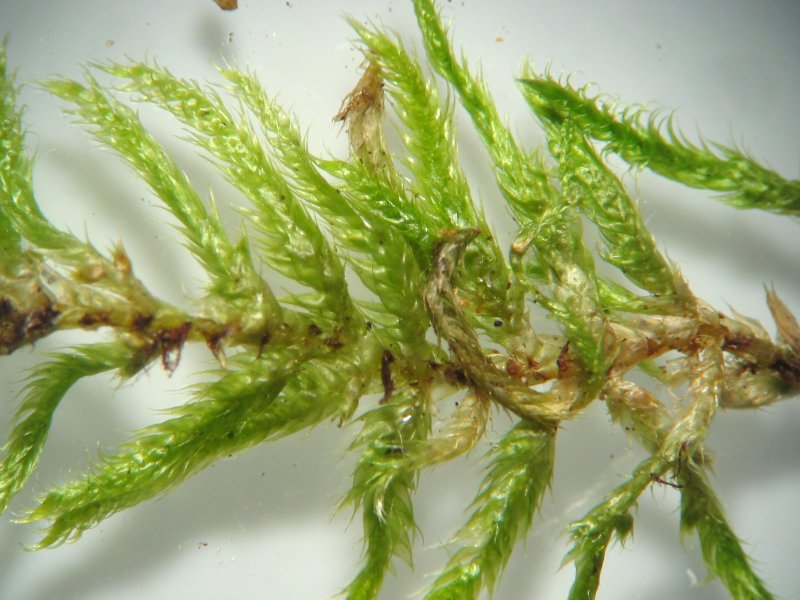
Détail d'une tige feuillée.

- var. cupressiforme : variété type, feuilles denticulées, toutes secondes, taille moyenne, sur substrats artificiels et écorces, toujours à l'horizontal[6]. C'est la variété la plus commune.
- var. filiforme : feuilles entières à légèrement denticulées, non secondes, petite taille, sur rochers et bases des arbres, à la verticale[6]. Variété très commune.
- var heseleri : feuilles entières, non secondes, concaves, ovales, petite taille, sur troncs[7]. variété très rare.
- var lacunosum : feuilles entières à légèrement denticulées, secondes, rameaux gonflés, grande taille, sur le sol ou les roches[6].
- var subjulaceum : feuilles entières à légèrement denticulées, secondes, rameaux normaux, taille moyenne, sols calcaires ou riche en humus[6].

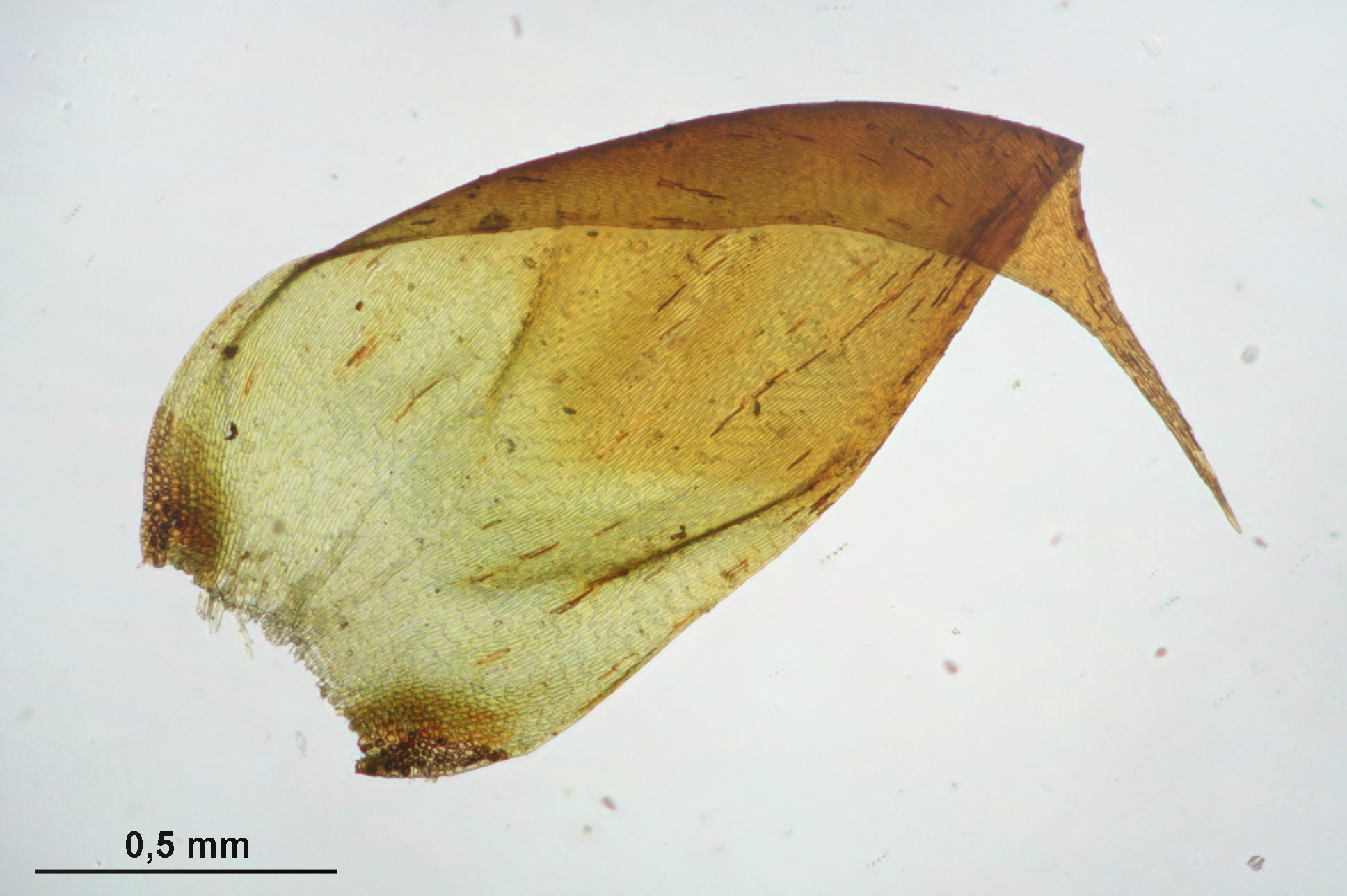
Feuille dHypnum cupressiforme var. lacunosum au microscope. On remarque la pointe effilée (acumen) et les cellules différenciées bombées dans les coins inférieur de la feuille.

Cet hypne est utilisée pour servir à l'estimation de polluants atmosphériques. Bioaccumulateur, il permet de cartographier la pollution présente et d'un passé récent. La croissance de son axe principal est de 1,3 cm/an, de 0,2 à 1,2 cm/an pour ses axes latéraux.

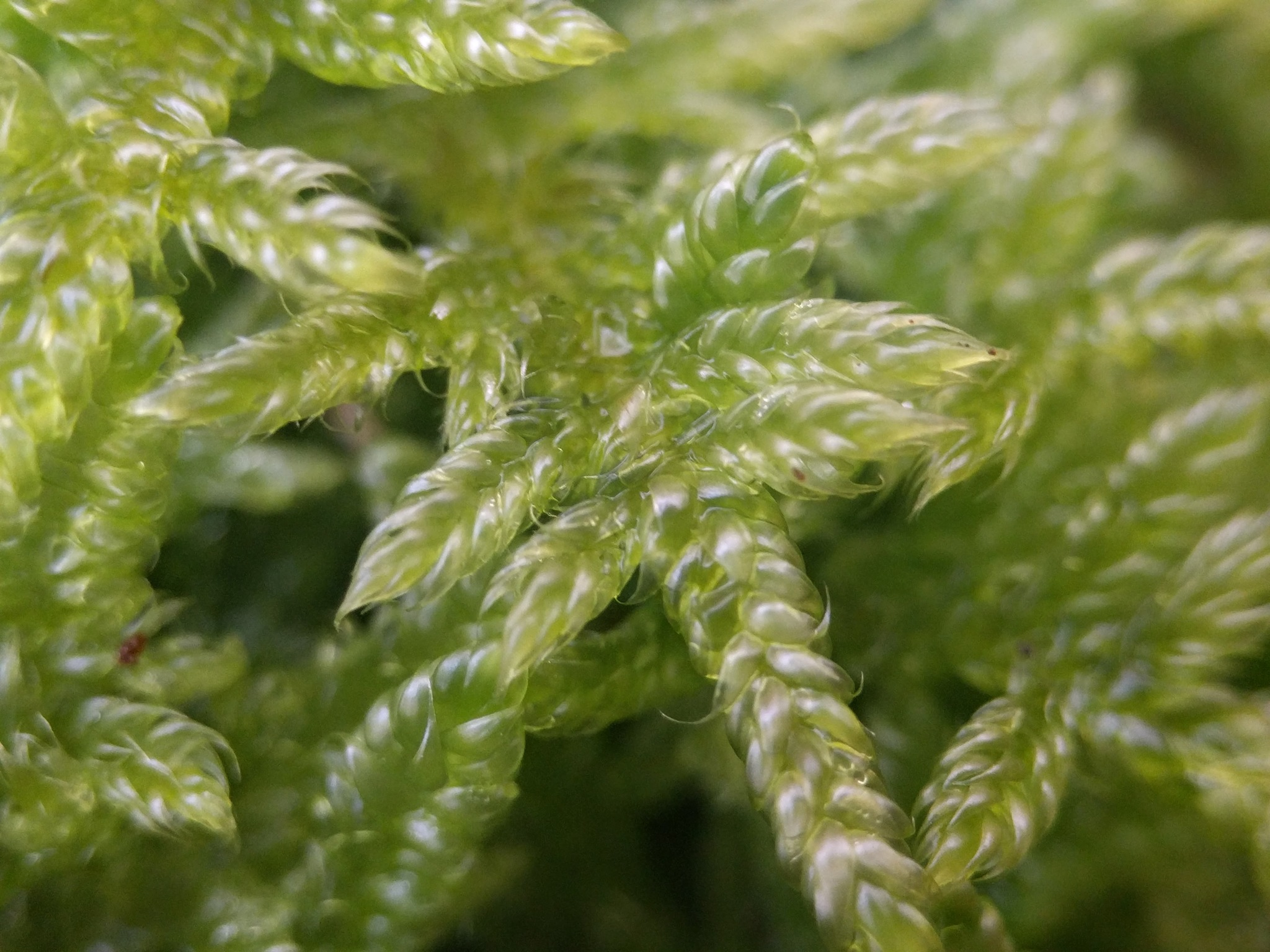
Rameau d'Hypnum cupressiforme vu de dessus. L'espèce est seconde, donc les pointes des feuilles ne sont pas visibles puisqu'elles sont toutes dirigées vers le bas.

## Habitat et répartition
Plante mésohygrophile, son substrat est varié, humicole à corticole (voire sapro-lignicole). Elle est très commune sur les troncs d'arbres en forêt, les rochers, le sol nu et les habitats artificiels (toits, béton, murs ect.). 

## Liste des non-classés
Selon NCBI (11 Apr 2012) :
- non-classé Hypnum cupressiforme var. filiforme
- non-classé Hypnum cupressiforme var. lacunosum
- non-classé Hypnum cupressiforme var. mammillatum
- non-classé Hypnum cupressiforme var. resupinatum